# 利比里亞—美國關係
利比里亞－美國關係是指利比里亚和美国之间的双边关系。美國殖民協會曾经于1821年至1847年在胡椒海岸建立美国黑人移住地，直到利比里亚于1847年脱离美国独立。但仍然长期保持着特殊关系，利比里亚国旗也仿照星条旗而设计。

## 历史

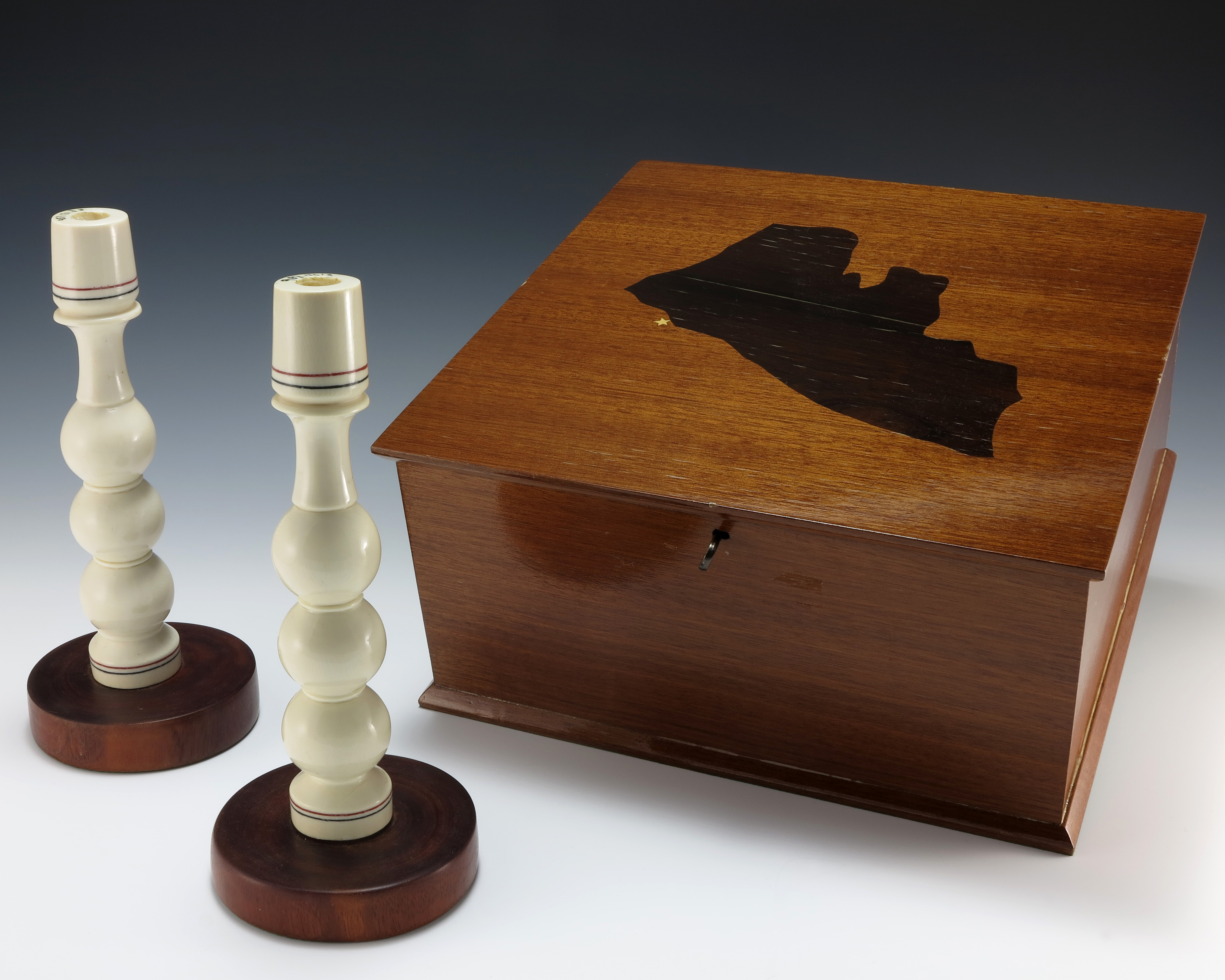
一对象牙烛台和一个木制的礼品盒，这是利比里亚总统威廉·理查德·托尔伯特送给美国总统杰拉尔德·福特的礼物。

美国与利比里亚的关系可以追溯到1819年，当时美国国会拨款10万美元在胡椒海岸建立了利比里亚殖民地，并先后将美国黑人迁入当地。1847年，利比里亚脱离美国独立，但因为受到南部各州的美国参议员的反对，直到南北战争期间，美国政府才承认利比里亚为主权国家。20世纪90年代之前，两国在外交、经济和军事方面拥有密切的联系。

### 美国帮助美洲裔利比里亚人
美国与利比里亚的政治合作历史悠久，美国政府曾经多次派遣海军舰艇帮助由少数统治群体组成的美洲裔利比里亚人镇压土著部落的叛乱。
美国总统威廉·霍华德·塔夫脱也在1909年12月7日向国会发表的第一次年度讲话中，用了相当大的篇幅讨论利比里亚问题，指出两国之间密切的历史联系，并表示将会援助利比里亚政府。”1912年，美国安排了一笔为期40年的170万美元国际贷款，利比里亚不得不同意在接下来的14年里由美英法德四国控制利比里亚政府的财政收入，直到1926年。美国边防警察管理局也稳定了利比里亚与塞拉利昂的边界，制止了法国吞并更多利比里亚领土的野心。美国海军还在利比里亚建立了一个装煤站，强化了美国在利比里亚的影响力。在第一次世界大战爆发时，利比里亚对德国宣战，驱逐了当地的德国商人，这些商人是利比里亚最大的投资者和贸易伙伴，而利比里亚因此遭受经济损失。
1926年，利比里亚政府向美国凡士通橡胶公司让步，在利比里亚的哈贝尔建立了世界上最大的橡胶园。与此同时，凡士通安排了一笔500万美元的私人贷款给利比里亚。
20世纪30年代，利比里亚再次几近破产，在美国的一些压力下，利比里亚同意接受国际联盟的援助计划。作为该计划的一部分，联盟的两名主要官员被安排到“建议”利比里亚政府的职位上。
自塔夫脱总统以来，美国对利比里亚独立、繁荣和改革的支持一直是优先事项。美国的主要作用是训练利比里亚军队(称为利比里亚边防部队，由美国正规军的黑人精英军官组成)。美国的存在警告了欧洲列强，挫败了一系列当地的叛乱，并帮助引进美国技术来开发资源丰富的内陆地区。民主不是优先事项，因为1.5万名美洲裔利比里亚人完全控制了75万名当地人。一些部落仍然非常不愿意接受来自蒙罗维亚的控制，但是他们没有足够的力量来推翻一个得到美国陆军和海军大力支持的政权。包括查尔斯·杨、本杰明·戴维斯等人在内的美国官员擅长训练新兵，帮助政府减少腐败，提倡向美国公司贷款，同时监控由此产生的资金流动。

### 第二次世界大战

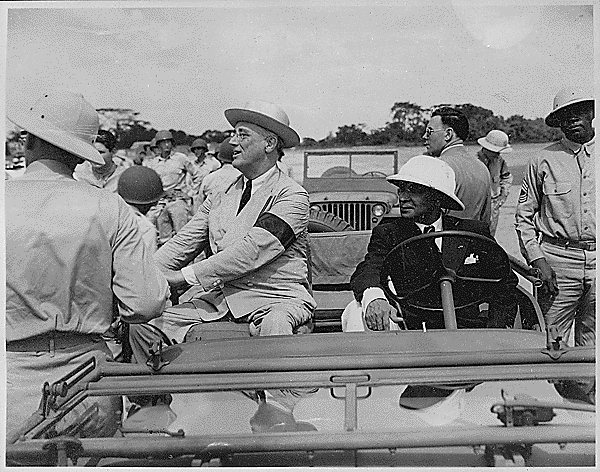
1943年1月，第二次世界大战期间，利比里亚总统埃德温·巴克利(右)和美国总统富兰克林·罗斯福

第二次世界大战期间，利比里亚加入了盟军，蒙罗维亚是盟军重要后勤基地的所在地。凡士通是盟军的大型军火供应商。

### 自1970年以来
由于利比里亚总统威廉·理查德·托尔伯特与苏联和其他东欧集团国家建立外交关系，利比里亚和美国的关系在1971年至1980年期间变得紧张。1978年，美国总统吉米·卡特首次以总统身份正式访问利比里亚。
在20世纪80年代，美国与利比里亚建立了特别密切的关系，作为冷战时期镇压非洲共产主义运动的一部分。美国战略家认为，塞缪尔·卡尼翁·多伊政府对美国在非洲的冷战政策尤为重要，利比里亚政府在上世纪80年代通过直接和间接渠道从美国获得了5亿至13亿美元。此外，利比里亚还是美国之音的中转站，一个大型导航塔，以及CIA在此期间的大部分时间里在非洲的主要基地。

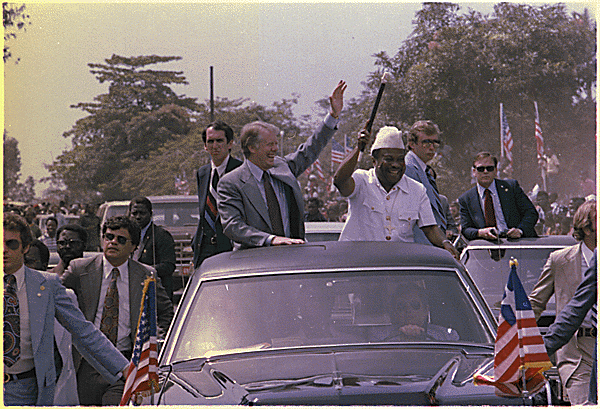
利比里亚总统威廉·理查德·托尔伯特和美国总统吉米·卡特(左)在蒙罗维亚

查尔斯·泰勒政府的崛起、利比里亚内战、地区不稳定和侵犯人权的行为中断了利比里亚和美国之前的密切关系。1997年查尔斯·泰勒的选举受到西非国家经济共同体的监督，美国正式承认选举结果和新政府。然而，在泰勒担任总统期间，美国切断了对利比里亚政府的直接财政和军事援助，撤出和平队行动，对利比里亚政府高级官员实行旅行禁令，并经常批评查尔斯·泰勒政府。这一时期的利比里亚-美国关系紧张，在很大程度上源于利比里亚政府对革命联合阵线的公开支持。革命联合阵线是塞拉利昂及其周边地区的一个反叛组织。2003年8月11日，查尔斯·泰勒在国际社会、美国以及“利比里亚妇女争取和平群众行动”等利比里亚民间组织的巨大压力下辞职。
2003年泰勒的辞职和流亡给美国和利比里亚的外交关系带来了变化。2003年7月30日，美国向联合国安理会提出一项决议草案，授权部署多国稳定部队。尽管对国际刑事法庭的起诉表示关切，美国总统乔治·W·布什还是派遣200名海军陆战队队员前往蒙罗维亚机场，以支持维持和平的努力。作为稳定工作的一部分，美国还在利比里亚海岸部署了军舰。2004年至2006年，美国承诺向利比里亚提供11.6亿美元。

## 美国援助
美国国际开发署执行美国政府的发展援助计划。美国国际开发署冲突后重建战略的重点是重新融入社会，并日益转向长期发展战略。重建工作包括国家和社区基础设施项目，例如修建道路、整修政府大楼和培训利比里亚人的职业技能。美国国际开发署还资助基础教育项目，改善儿童教育，关注女孩，培训教师。在卫生领域，美国国际开发署的项目包括初级卫生保健诊所、艾滋病预防和一个大型疟疾项目。美国国际开发署支持法治项目，建立法律援助诊所和受害者虐待中心，培训法官和律师，建设社区和平与和解努力，以及反腐败项目，以促进公共部门实体的透明度和问责制。美国国际开发署还为加强立法机构和其他政治程序提供支持。美国国际开发署正在加强公民社会在提供服务和倡导良好治理方面的作用。美国国际开发署在2007财政年度为这些项目提供的资金总额为6590万美元。
2009年，国际选举制度基金会作为渠道向利比里亚提供了一份价值1750万美元的合同。这笔钱将用于支持2011年的大选和2014年的参议院选举。